# 天涯镇
天涯镇是中国海南省三亚市下辖的一个镇。

## 行政区划
天涯镇下辖马岭社区、黑土村、布甫村、红塘村、塔岭村、文门村、过岭村和华丽村。